# Bostina
Bostina (em búlgaro:  Бостина) é uma vila no município de Smolyan, localizada na província de Smolyan, no sul da Bulgária. A aldeia ocupa uma área de 4,77 quilômetros quadrados e está localizada a 168,3 quilômetros de Sofia. Em 2007, a aldeia tinha uma população de 137 pessoas.